# Schwerbelastungskörper

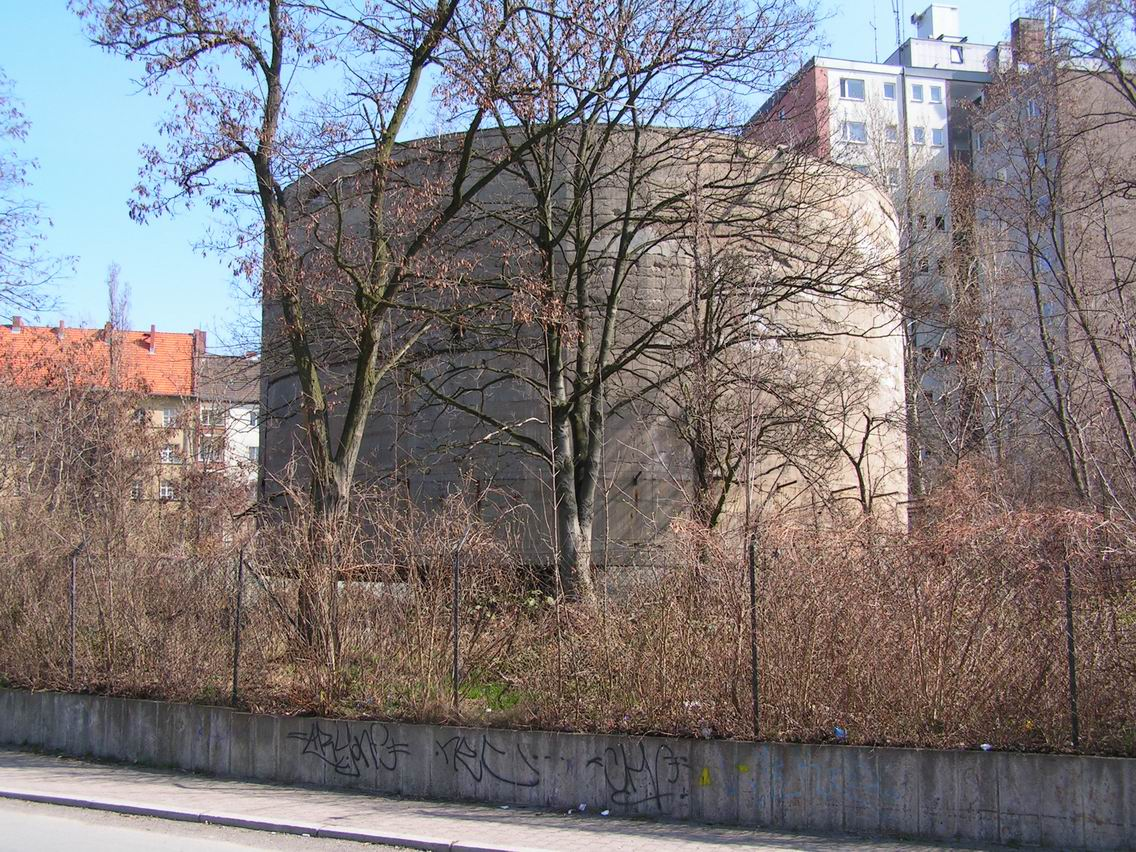
Der Schwerbelastungskörper in Berlin-Tempelhof

Der Schwerbelastungskörper (auch: Großbelastungskörper, im Volksmund auch: Naziklotz) ist ein 1941–1942 errichteter großer Zylinder aus unbewehrtem Beton und Stahlbeton, mit dem die Belastung des Untergrundes durch einen von den Nationalsozialisten geplanten, gigantischen Triumphbogen simuliert werden sollte. Das denkmalgeschützte Bauwerk steht im Nordwesten des Berliner Ortsteils Tempelhof an der General-Pape-Straße Ecke Loewenhardtdamm in der Nähe der Kolonnenbrücke an der Grenze zur „Roten Insel“.

## Errichtung und Funktion

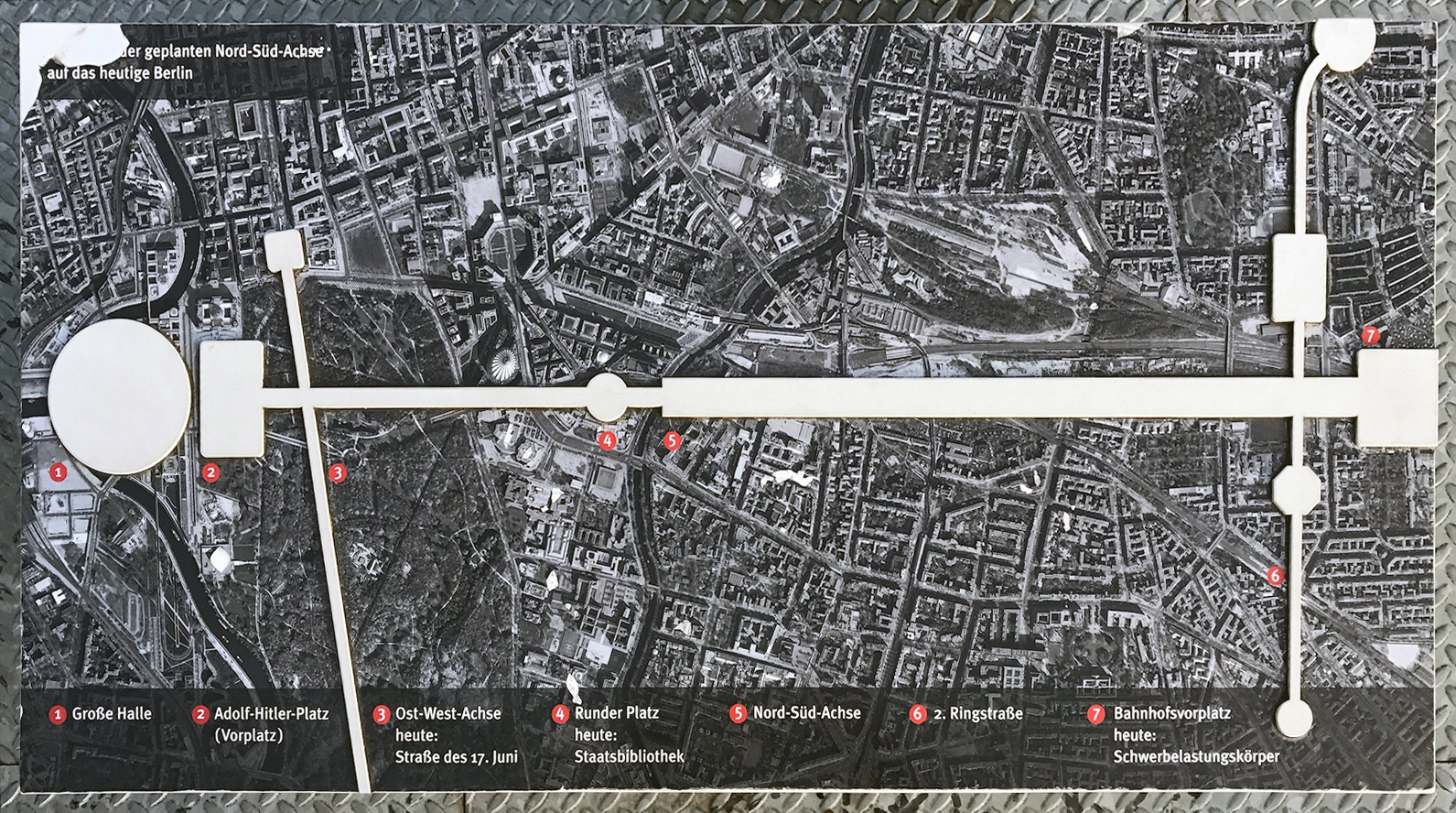
Plan der Nord-Süd-Achse

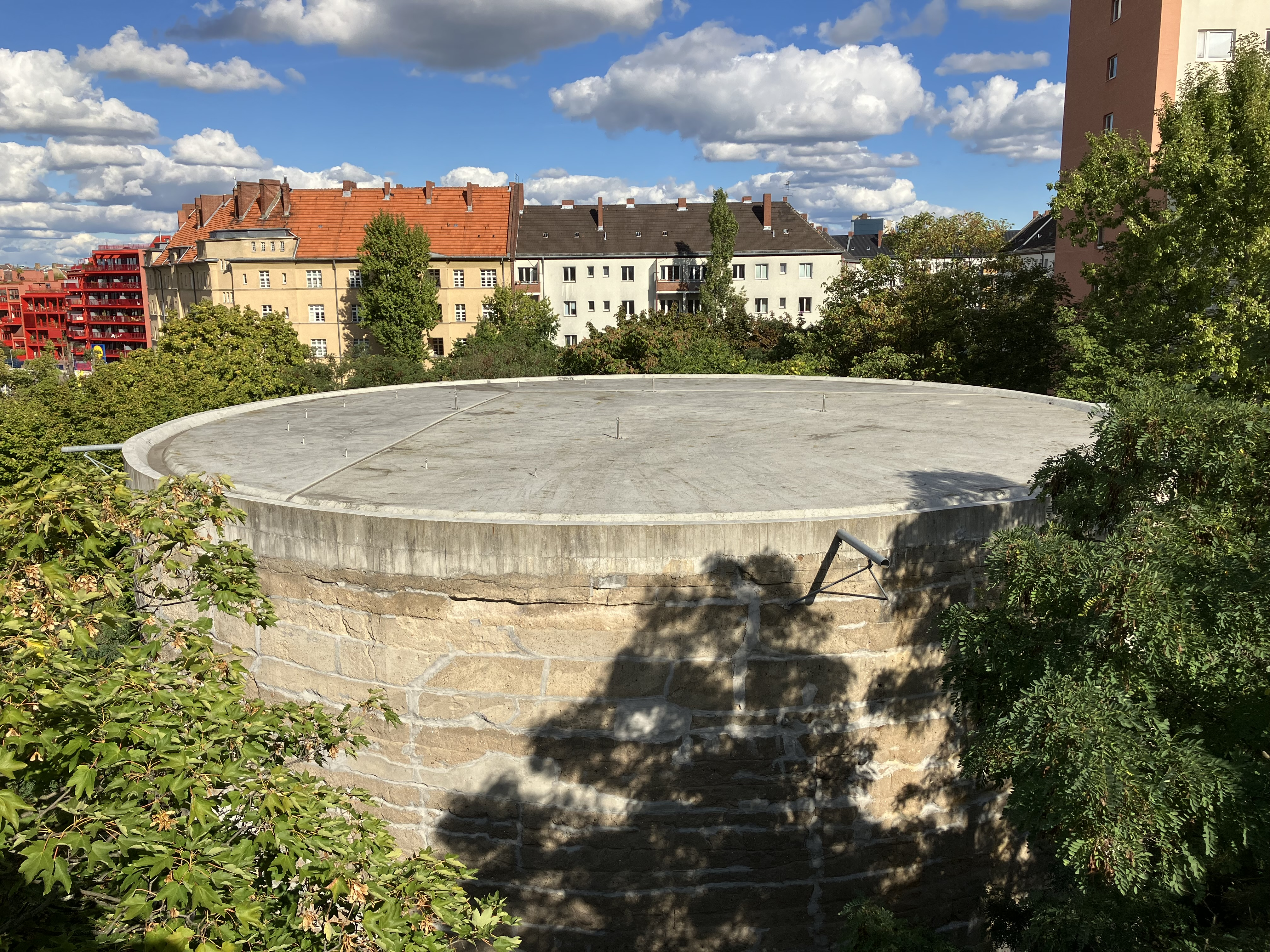
Dach des Schwerbelastungskörpers

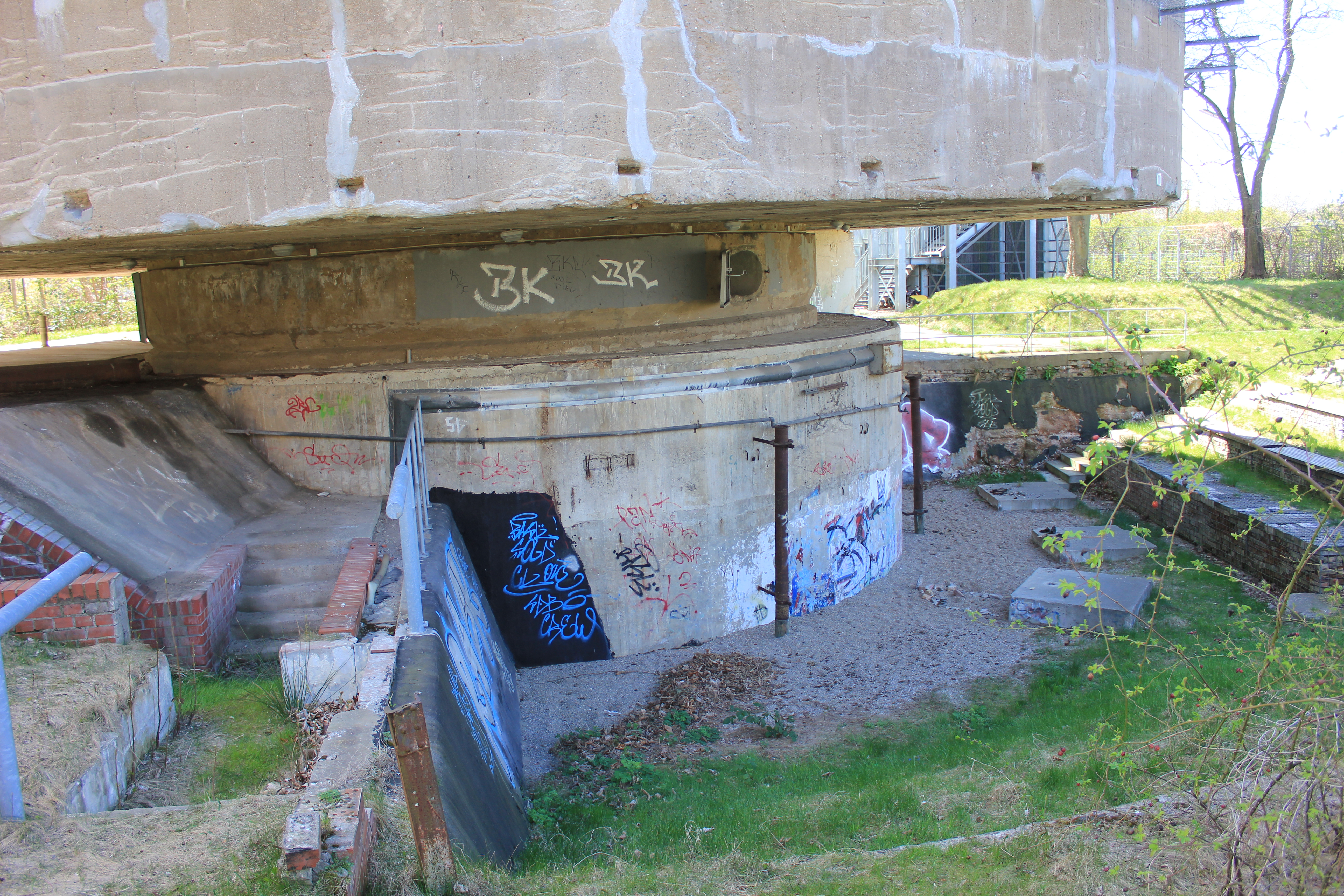
Sockel des Schwerbelastungskörpers

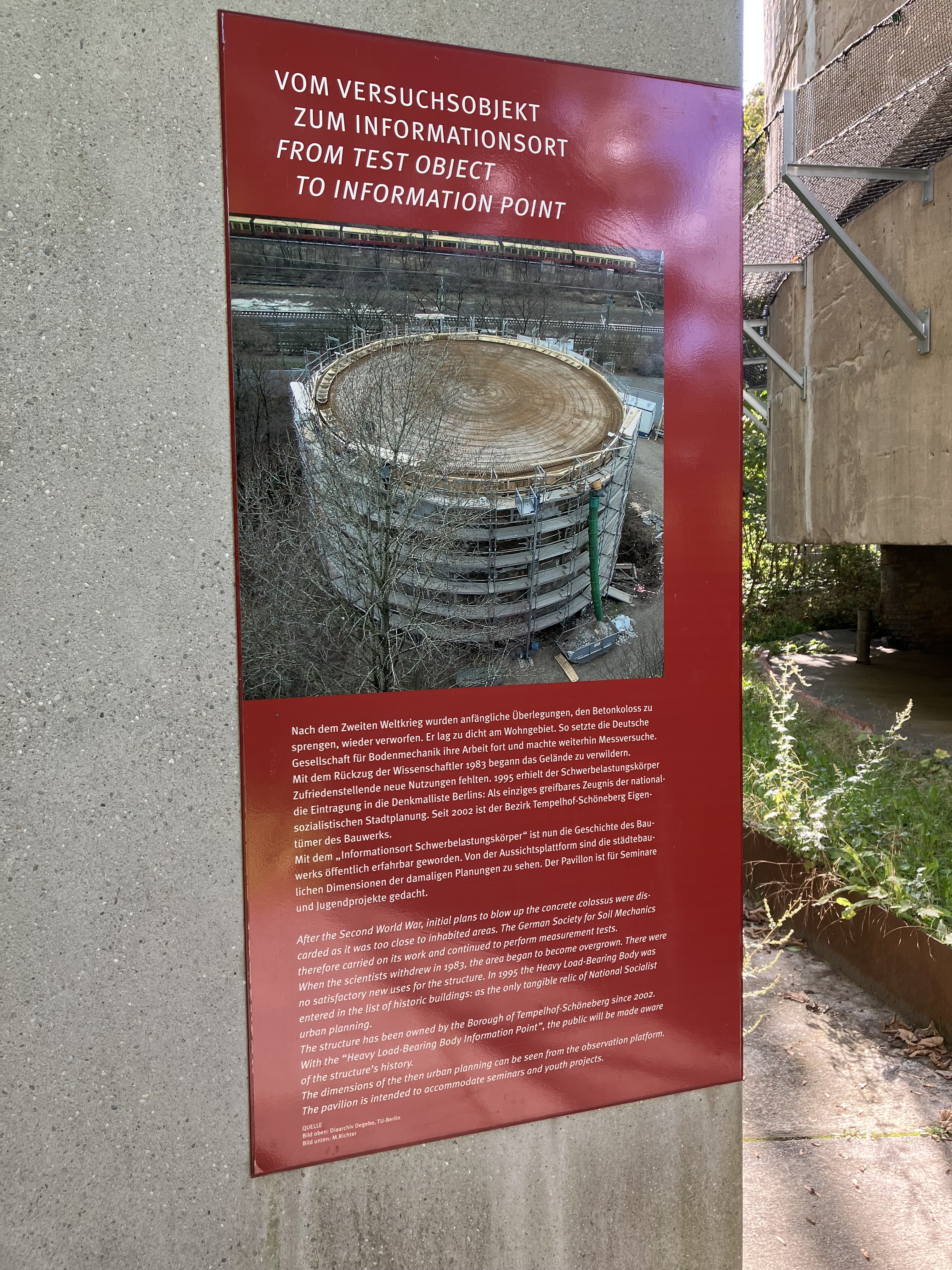
Informationstafel

Der Schwerbelastungskörper wurde im Rahmen der Neugestaltungsplanungen des Generalbauinspektors für die Reichshauptstadt (GBI) Albert Speer zur Umgestaltung Berlins in die „Welthauptstadt Germania“ errichtet.
Kernprojekt dieser Umgestaltung Berlins sollte die Anlage einer die Stadtarchitektur prägenden Nord-Süd-Achse zwischen zwei Zentralbahnhöfen in Moabit und in Tempelhof werden. Auf Höhe der heutigen Kolonnenstraße und Dudenstraße war eine Schnellstraße vorgesehen, die als zweiter Ring auch den östlich gelegenen Flughafen Tempelhof tangieren sollte. Am Platz, der am Schnittpunkt der beiden Straßen entstehen sollte, plante Speer nach einer Skizze Adolf Hitlers aus den 1920er Jahren einen 117 Meter hohen und 170 Meter breiten Triumphbogen, der die Namen der im Ersten Weltkrieg gefallenen deutschen Soldaten tragen sollte. Die Entwürfe hierfür waren 1939 fertiggestellt.
Zur Untersuchung des Setzungsverhaltens des Bodens gab Speer eine Probebelastung für dieses Bauwerk T in Auftrag. Ein Schwerbelastungskörper sollte dabei dessen hohen Druck auf den Boden simulieren. Verantwortlich für die Bodenuntersuchungen zeichnete die Deutsche Gesellschaft für Bodenmechanik (Degebo). Die Firma Dyckerhoff & Widmann übernahm 1941 für 400.000 Mark (kaufkraftbereinigt in heutiger Währung rund 2,02 Millionen Euro) den Bau. Unter anderen durch französische Kriegsgefangene ließ man einen bis in eine Geschiebemergelschicht 18,2 Meter tief in den Boden reichenden Zylinder mit rund elf Metern Durchmesser errichten. Darauf wurde über der Erdoberfläche ein fünf Meter auskragender Belastungszylinder mit einer Gesamthöhe von 14 Metern aufgesetzt, der somit einen Durchmesser von 21 Metern aufweist. Mit 12.650 Tonnen belastet er auf einer Grundfläche von 100 m² den Untergrund mit 12,65 kg pro cm². In Kammern im Innern des Zylinders wurden Messgeräte angeordnet. Die Messungen der Degebo begannen schon während des Betoniervorgangs und wurden bis zum 1. Juni 1944 fortgesetzt. Wegen der Folgen des Zweiten Weltkriegs und der Nachkriegsjahre wurden die Ergebnisse aber erst 1948 ausgewertet. Es stellte sich heraus, dass der Triumphbogen unter den von Speer gestellten Bedingungen nur mit vorhergehender Verfestigung des Bodens hätte gebaut werden können. Der Zylinder war in zweieinhalb Jahren ab 1941 um 19,3 cm eingesunken und er hatte infolge Neigung während des Betoniervorgangs 3,5 cm Überhang bekommen. Die langfristigen Setzungen sind auf die Konsolidierung in der 5,2 Meter mächtigen Geschiebemergelschicht zurückzuführen. Das Innere des Körpers diente ab Kriegsmitte als Behelfsluftschutzraum für die umliegende Bevölkerung. Davon zeugen noch heute die typischen Luftschutz-Stahlklappen und Türen.

## Weitere Geschichte

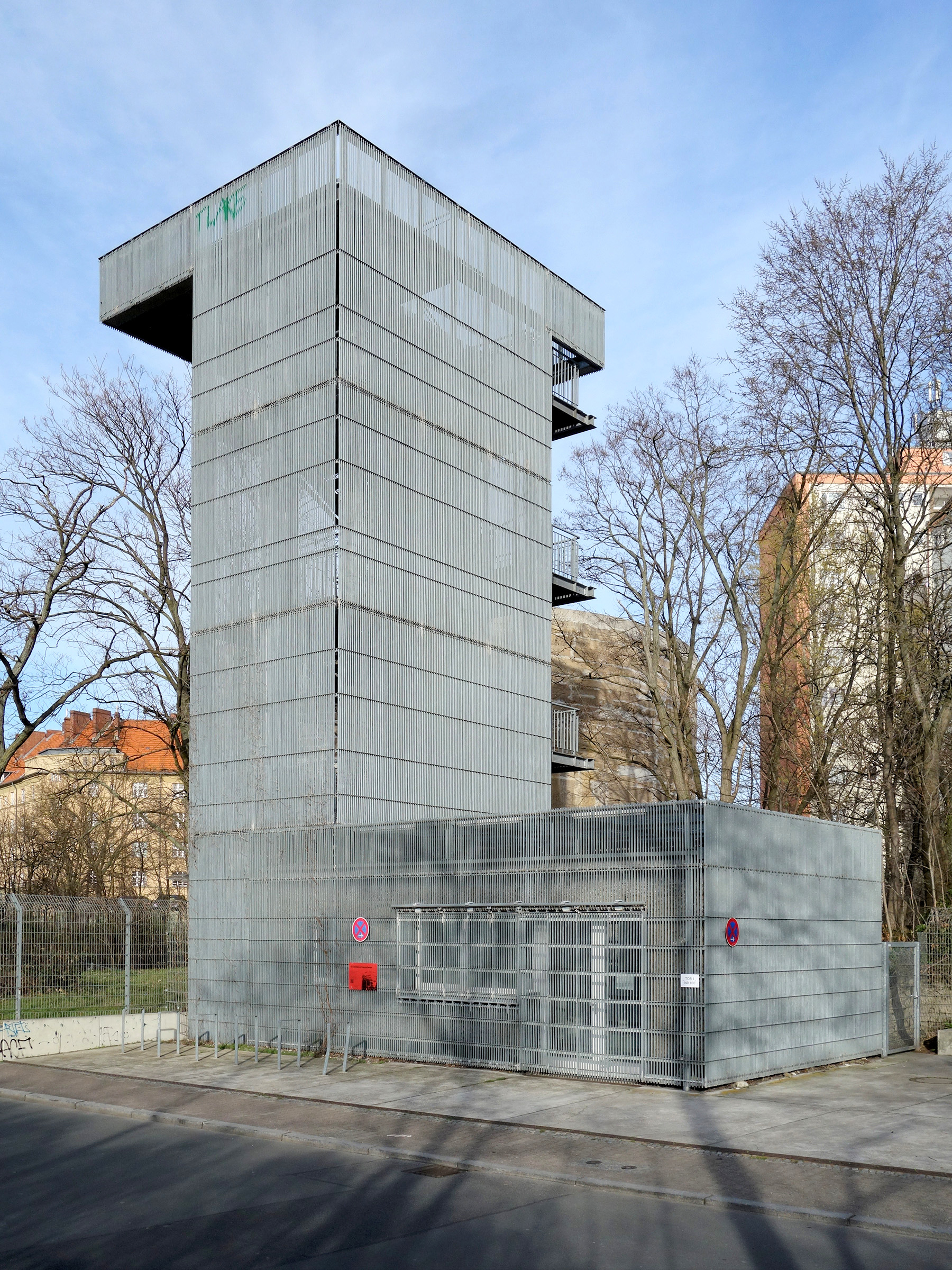
Informationsort mit Aussichtsturm

Da der Schwerbelastungskörper nahe einem Wohngebiet liegt, wurde er nach dem Krieg nicht gesprengt. Als Bauwerk, das wie einige erhaltene Gebäude der Arbeiterstadt „Große Halle“ im Bezirk Spandau an Albert Speers Planungen für die Nord-Süd-Achse „Germanias“ erinnert, steht er seit 1995 unter Denkmalschutz. Bis 1977 wurden an ihm weitere Messversuche durch die Degebo – heute angegliedert an die Technische Universität Berlin, Fachgebiet Grundbau – durchgeführt. Hier wurden die bekannten Grundbruch-Experimente der Degebo ausgeführt.
Im Jahr 2007 begann das Bezirksamt Tempelhof-Schöneberg mit einer Sanierung der Außenhülle und einer Umgestaltung des Areals. Neben dem Schwerbelastungskörper befinden sich jetzt ein Informationspavillon und ein Turm mit Aussichtsplattform. Am 12. September 2009 wurde der Informationsort Schwerbelastungskörper im Rahmen des Tages des offenen Denkmals eröffnet. Die Kosten für das Gesamtvorhaben beliefen sich auf 913.750 Euro. Da die Fördersumme fast das Sechsfache des ursprünglich geplanten Kostenansatzes beträgt, hat der Berliner Rechnungshof das Projekt einer Prüfung unterzogen. Dabei stellte sich heraus, dass nach Ansicht des Rechnungshofes unnötige und besonders teure Maßnahmen vorgenommen wurden.

## Rezeption und Literatur
- Brutalität in Stein – Die Bauten der Nazis. Der Spiegel-TV-Dokumentarfilm aus dem Jahr 2002 zeigt den Schwerbelastungskörper in Berlin und bietet Einblicke in dessen Geschichte.
- Bezirksamt Tempelhof-Schöneberg von Berlin (Hrsg.): Der Schwerbelastungskörper. Das mysteriöse Erbe der Reichshauptstadt. Edition Berliner Unterwelten, Berlin 2005, ISBN 3-9809641-1-6.
- Matthias Donath, Landesdenkmalamt Berlin (Hrsg.): Architektur in Berlin 1933–1945: ein Stadtführer. Lukas-Verlag, Berlin 2004, ISBN 3-936872-26-0, S. 174–176.
- Heinz Muhs: Durchführung und Ergebnis einer großen Probebelastung. Abhandlung über Bodenmechanik und Grundbau. Erich Schmidt Verlag, 1948.
- Klaus Weiß: 50 Jahre Degebo. Mitteilungen der Degebo, Heft 33, 1978 (auf S. 40 sind die Setzungskurven abgebildet).
- Yoko Tawada: Der Zylinderpilz. Fünfzehn Fragmente zu einem Spaziergang. In: Sinn und Form 3/2023, S. 339–347
- Ingo Schulze: Weiße Stellen, schwarze Löcher, blinde Flecken. Zwischen „Schwerbelastungskörper“ und ehemaligem SA-Gefängnis entlang der Berliner General-Pape-Straße. In: Sinn und Form 3/2023, S. 351–363
- Paul Kurek: Heavy Load-Bearing Modernity: A Cultural Geology of Albert Speer’s Berlin/Germania, UCLA, 2021 (Dissertation, englisch)